# Издавачка кућа Прометеј
Прометеј је издавачка кућа која се налази у улици Светозара Милетића 16, у Новом Саду.

## Историја
Издавачку кућу Прометеј су основали Борка и Зоран Колунџија 1990. године у Новом Саду. Сарађивали су са бројним сарадницима, Стеријиним позорјем, Југословенском кинотеком, Новосадским клубом, Српском академијом наука и уметности, Матицом српском и другим институцијама. Добитници су Октобарске награде Новог Сада, Искре културе Војводине, Вукове награде, Ордена Вука Караџића, награде за Издавача године на Београдском сајму књига 2018. и 2022. године и других. У просеку годишње објављују сто наслова у домену националне и културне историје, антропологије, психологије, етнологије и лингвистике.